# Prosoparia
Prosoparia là một chi bướm đêm thuộc họ Erebidae.

## Loài
- Prosoparia anormalis (Barnes & McDunnough, 1912)
- Prosoparia floridana Lafontaine & Dickel, 2009
- Prosoparia perfuscaria Grote, 1883